# Feliks Chmurkowski
Feliks Chmurkowski est un acteur et réalisateur polonais, né le 18 mai 1896 à Varsovie, et mort le 16 avril 1971 dans cette même ville.

## Filmographie
- 1933 : Romeo i Julcia
- 1933 : Chacun a le droit d'aimer
- 1933 : Jego ekscelencja subiekt
- 1935 : Antek policmajster : le psychiatre
- 1935 : Jaśnie pan szofer
- 1935 : Wacuś
- 1935 : Kochaj tylko mnie : docteur
- 1936 : Pan Twardowski
- 1936 : Jego wielka miłość
- 1936 : Bohaterowie Sybiru
- 1936 : Bolek i Lolek : père de Lolek
- 1937 : Piętro wyżej : Stefan Bonecki
- 1939 : Kłamstwo Krystyny : Wróbelek
- 1939 : Trzy serca : M. Kolicz
- 1939 : Wlóczegi
- 1939 : Geniusz sceny
- 1939 : U kresu drogi
- 1942 : Testament profesora Wilczura
- 1949 : Une Chaumière et un cœur
- 1949 : D'autres nous suivront : père d'Anna
- 1952 : La Jeunesse de Chopin
- 1954 : Les Cinq de la rue Barska
- 1954 : Sous l'étoile phrygienne
- 1956 : Sprawa pilota Maresza
- 1959 : Biały niedźwiedź
- 1959 : Cafe pod Minogą : Konstanty Aniolek
- 1962 : Mandrin, bandit gentilhomme
- 1963 : Smarkula : homme dans le taxi
- 1964 : Dwa żebra Adama : Jan Pawel Maczek
- 1965 : Le manuscrit trouvé à Saragosse
- 1970 : Romantyczni
- 1971 : Pan Dodek